# Bouldern

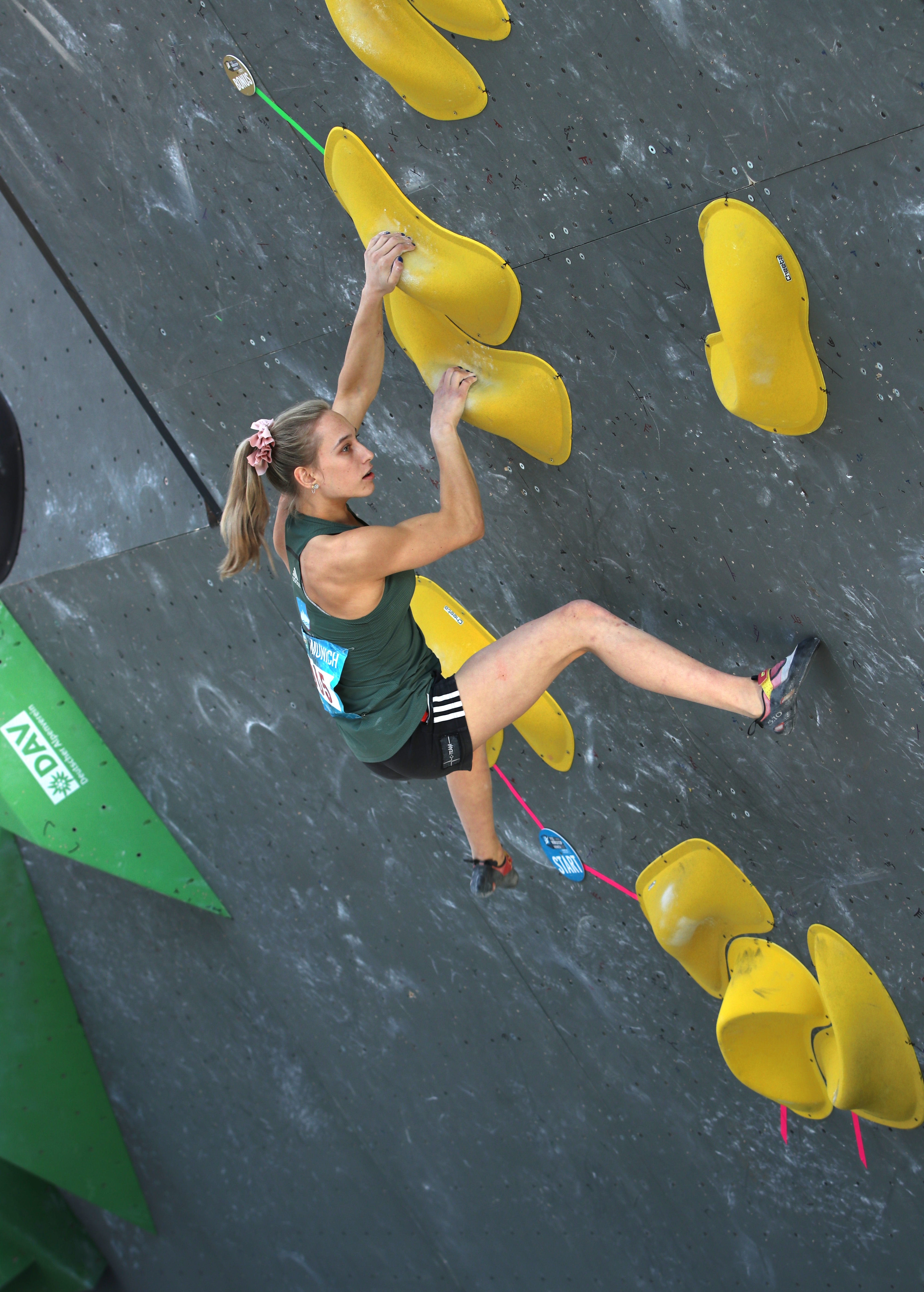
Olympiasiegerin Janja Garnbret beim Bouldern

Bouldern (englisch boulder ‚Felsblock‘) ist das Klettern ohne Kletterseil und Klettergurt an Felsblöcken, Felswänden oder an künstlichen Kletterwänden bis zur Absprunghöhe. Absprunghöhe ist die Höhe, aus der noch ohne wesentliches Verletzungsrisiko von der Wand zum Boden abgesprungen werden kann, meist nicht höher als vier Meter. Beim Bouldern werden nur einige wenige Kletterzüge ausgeführt, die Herausforderung liegt in der Technik, der Kreativität und im nötigen Kraftaufwand.
Seit den 1970er Jahren ist das Bouldern eine eigene Disziplin des Sportkletterns. Es hat vor allem seit den 1990er Jahren eine rasante Entwicklung erlebt. Der Deutsche Alpenverein (DAV) schätzt, dass in Deutschland rund 500.000 Sportler bouldern, mit steigender Tendenz. Rund 70 % üben den Sport in Boulderhallen aus, etwa 30 % gehen dazu auch an natürliche Felsen.

## Geschichte
In der Frühzeit der Klettergeschichte war das Besteigen eines Gipfels das Ziel. Ende des 19. Jahrhunderts wurde der sportliche Aspekt beim Klettern immer wichtiger, da nicht mehr nur das Erreichen eines Gipfels wichtig war, sondern immer mehr, welche Route genommen wurde und wie schwierig diese zu bewältigen war. Zielort waren für europäische Kletterer dabei die Alpen, da diese als „richtige Berge“ angesehen wurden. Da die Alpen von Paris aus jedoch weit waren und Reisen noch beschwerlich, konnten die Pariser nicht jedes Wochenende in die Alpen fahren. Deshalb wurde immer mehr an kleinen Felsen trainiert.

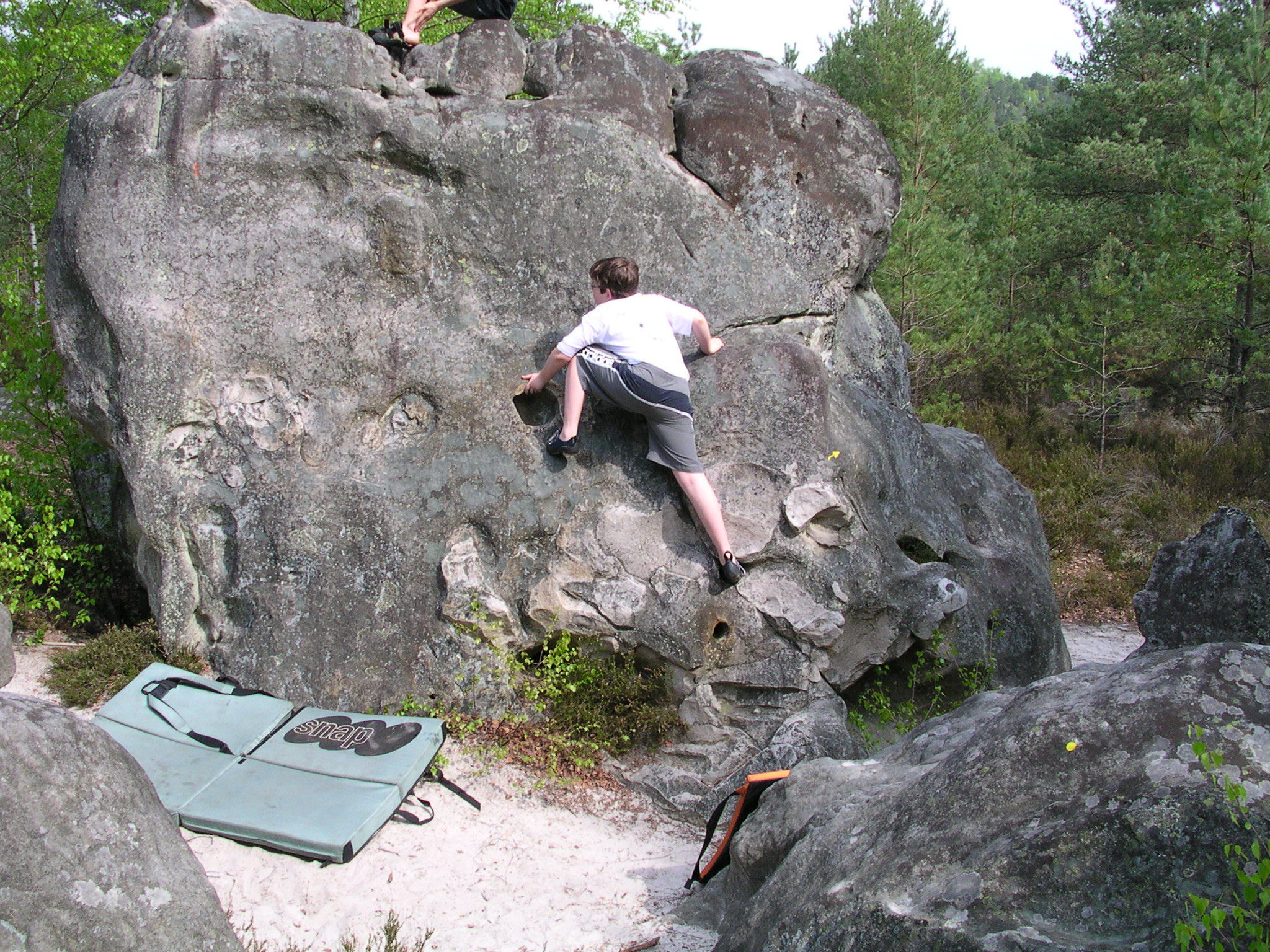
Bouldern in Fontainebleau

1874 wurde der Club Alpin Français gegründet, dessen Mitglieder an den Sandstein-Blöcken im Wald von Fontainebleau im Süden von Paris für die Alpen übten. In diesem Gebiet gab es eine Gruppe, die sich „Bleausards“ nannte und deren Mitglieder regelmäßig an den Blöcken zum Klettern gingen. Jacques Wehrlin gelang es 1908, im Sektor Bas Cuvier einen Riss mit Nagelschuhen zu überwinden, die damals als Bergschuhe üblich waren. Jaques de Lépiney kletterte 1914 die Prestat-Spalte (La Prestat bzw. la fissure de la Prestat) als erste Kletterstelle mit dem Schwierigkeitsgrad 4, eine für diese Zeit beachtliche Leistung. Er verwendete hierfür statt genagelten Schuhen als Schuhwerk Espadrilles mit hohen Schäften. In Großbritannien experimentierte Oscar Eckenstein ab Ende der 1880er Jahre mit unterschiedlichen Methoden des Kletterns und übte auch an kleinen Blöcken im Lake District. Allerdings war Eckenstein die Ausnahme; die meisten der britischen Kletterer nahmen Bouldern nicht ernst.
Ein anderes wesentliches Detail wurde in Fontainebleau in den 1920er Jahren entwickelt: „Le Pof“. Le Pof ist Kolophonium in ein Chiffontuch gewickelt und wird benutzt, um die Hände von Handschweiß zu trocknen und damit die Griffigkeit der Finger zu erhöhen. Das Gleiche wird heute durch den Einsatz von Magnesia erzielt.
1924 gründeten Pariser Bergsteiger die „Groupe de Bleau“ (GDB), die regelmäßig an den Blöcken trainierte. Verzichtete bereits Jaques de Lépiney auf die damals üblichen genagelten Bergschuhe unter Verwendung einer geeigneteren Alternative für das reine Felsklettern, so entwickelte Pierre Allain eigene Kletterschuhe mit glatten Gummisohlen für die hohen Schwierigkeiten an den Blöcken, aber auch für Kletterprobleme der Alpen. Er gilt als Erfinder des modernen Kletterschuhs. Die Gummisohle hat einen höheren Reibungswert als die Sohlen gebräuchlicher Bergschuhe, die für den Allroundeinsatz entwickelt wurden. Alain und seine Zeitgenossen waren auch die Ersten, die dynamische Elemente in das Klettern brachten, Kolophonium benutzten und von kleinen Teppichen starteten. Bereits 1934 gab es schwierige Boulderprobleme in Fountainebleau, auch wenn das damals noch nicht Bouldern genannt wurde. In diesen Jahren wurde das Klettern an den Sandsteinblöcken in Fontainebleau Selbstzweck und nicht nur Trainingsgelände. Das moderne Bouldern war damit geboren. Zur „Groupe de Bleau“ gehörten auch Pierre Chevalier, der 1943 das Kletterseil aus Nylon erfand, oder Henri Brenot, der eine erste Seilklemme erfand. Damit wurde der Grundstein für viele technische Details gelegt, die für das moderne Klettern wichtig sind.

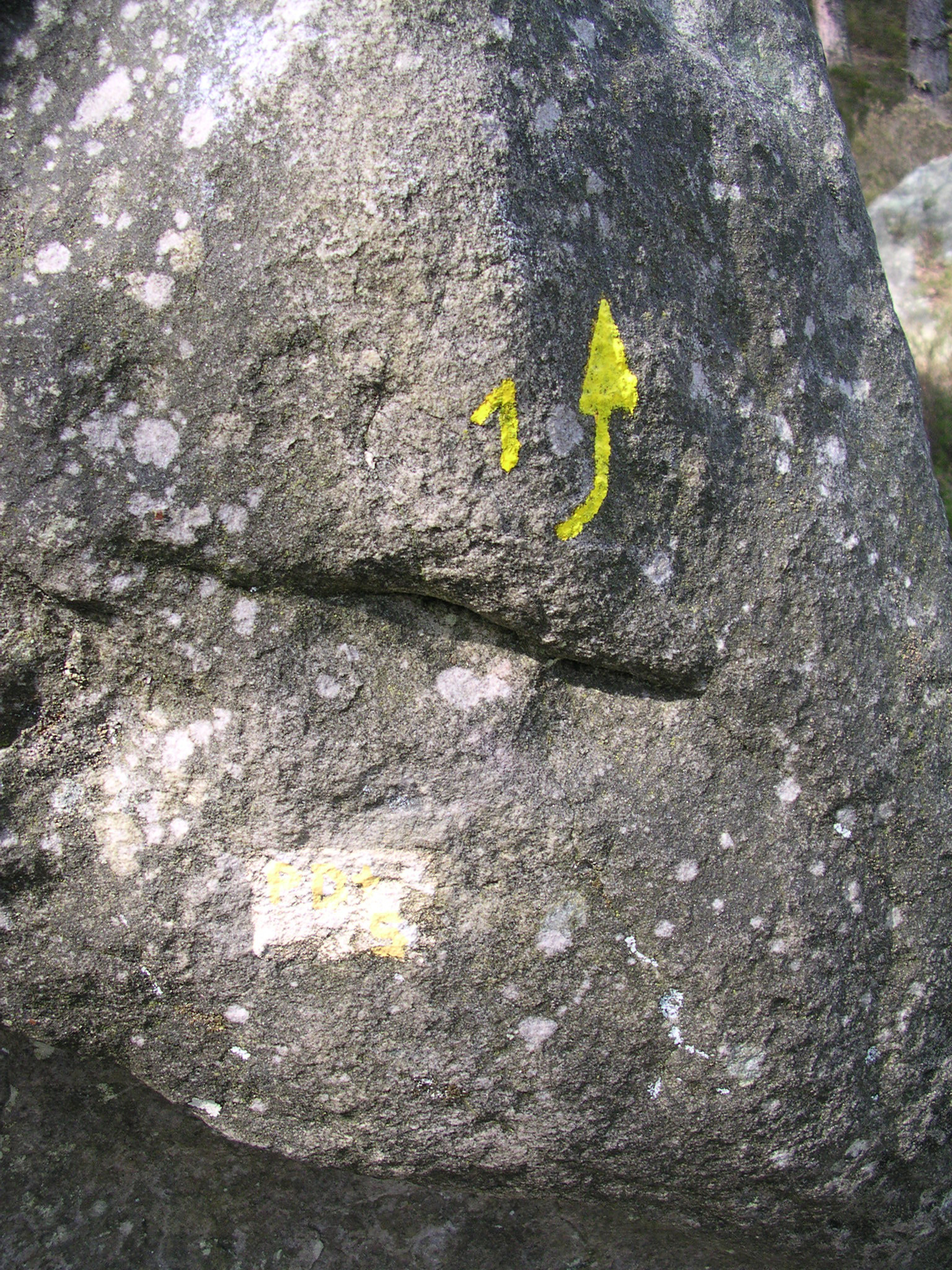
Beginn eines Boulderparcours mit Richtungsanzeige, die Farbe drückt die Schwierigkeit aus.

In Fontainebleau wurde 1947 durch Fred Bernik der Boulder-Parcours erfunden: eine Aneinanderreihung von bis zu 50 Bouldern in einem ähnlichen Schwierigkeitsgrad. Der Parcours ist durchnummeriert, farblich gekennzeichnet und wird hintereinander durchgeklettert. Manche Parcours sind so gestaltet, dass bei ihrer Begehung der Boden nicht betreten werden muss. Vielmehr ist es möglich, durch Abklettern, Queren und Hinüberspringen durchgängig in Felskontakt zu bleiben.
1953 eröffnete Robert Paragot dort eine Route, die im 7. Schwierigkeitsgrad ist, 1960 erfolgte die erste 7a von Michel Libert am Bas Cuvier – ein bis heute beliebter Sektor in Fontainebleau. 1969/70 wurde eine Wanderstrecke eröffnet, die rund um das Massiv führt. Mit ihren großen Höhenunterschieden ist sie eine ideale Trainingsstrecke für den Anstieg zum Fels.
Angeregt durch Fountainebleau, entwickelten John Gill (USA) und Wolfgang Fietz (Deutschland) das Bouldern weiter und etablierten es in ihren Heimatländern als eigene Sportart. Gill entwickelte bereits in den 1950er und 1960er Jahren neue Klettertechniken und setzte dabei Elemente aus dem Geräteturnen ein. Er verwarf die Drei-Punkt-Regel, nach der beim Klettern von den vier Gliedmaßen stets drei mit dem Fels in Kontakt sein sollen, und praktizierte stattdessen einen dynamischen Bewegungsstil. Hierdurch konnte er den Schwung der letzten Bewegung für den nächsten Zug nutzen, sodass eine fließende Gesamtbewegung (sogenannter „flow“) entsteht. Dadurch wurden die bewältigten Schwierigkeiten gesteigert.
Ab 1995 etablierte sich in Japan eine solide Kletterszene. Bouldern erhält viel Zuspruch, es etablierten sich auch sehr viele leistungsstarke Boulderinnen und Boulderer, die in weltweiten Wettkämpfen erfolgreich sind. Auch in Südkorea und China wird der Sport immer populärer. Sehr beliebt ist der Sport auch im Iran. Elnaz Rekabi wurde 2022 weltweit bekannt, als sie dafür sanktioniert wurde, dass sie in einem Wettkampf ohne Kopftuch angetreten war.
2012 kletterte Tomoko Ogawa in Shiobara als erste Frau einen Schwierigkeitsgrad, der in der Schwierigkeitsskala der französischen Fb-Skala (Routenbewertungssystem Europas für Bouldern) als 8B+ eingestuft wird. Neue Maßstäbe setzten vier Jahre darauf Nalle Hukkataival 2016 mit dem bis dahin schwersten Boulder Burden of Dreams in Lappnor (Finnland) und Ashima Shiraishi, die ebenfalls 2016 den Boulder Horizon am Mount Hiei in Japan bewältigte.
Seit den 1990er Jahren ist Bouldern auch an künstlichen Wänden möglich. Es entstanden in vielen Städten und Gemeinden Kletter- und Boulderhallen. In Deutschland gibt es rund 220 DAV-geführte Hallen und 315 privat geführte Hallen (Stand Ende 2021), die mehr als 100 m² Kletterfläche haben. Der österreichische Alpenverein schätzt, dass es in Österreich rund 200 künstliche Kletteranlagen gibt. In der Schweiz wird von rund 50 größeren Kletterhallen ausgegangen (Stand 2019). Ab 1990 stieg die Anzahl an Bouldersportlern steil an. Dies ist auch durch den Boom der Hallen möglich. Etwa 70 % der Sportler üben den Sport hauptsächlich in Hallen aus.

## Begehungsstil
Während beim Alpinklettern die Durchsteigung großer Wände das Ziel ist und beim Sportklettern große Schwierigkeiten in begrenzter Höhe durchstiegen werden, werden beim Bouldern nur wenige Kletterzüge ausgeführt. Beim Bouldern geht es um Kletterbewegungen, die auf kurzen Strecken Kreativität, Kraft und Technik erfordern. Es kommt insbesondere darauf an, Begehungsmöglichkeiten für Stellen zu entschlüsseln, Kreativität für Lösungsansätze zu entwickeln und die nötige Kraft aufzubringen, sich auch an sehr schlechten Griffen festzuhalten. Geklettert wird in Absprunghöhe, sodass noch ohne wesentliches Verletzungsrisiko abgesprungen werden kann. Um den Absprung abzufedern, wird im Freien an natürlichen Felsblöcken eine Bouldermatte (englisch crashpad ‚Sturzpolster‘) unterlegt, in Boulderhallen ist eine dicke Fallschutzmatte vorhanden.
Vor allem für das Erlernen und Verbessern von Klettertechnik hat Bouldern eine Schlüsselrolle, da der Fokus nur auf der Kletterbewegung und die Bewältigung einzelner Kletterstellen liegt und keine anderen Randbedingungen wie Sicherungstechnik, Sicherungspartner und ähnliches beachtet werden müssen. Diese werden an manchen Felsblöcken auf nur wenige Kletterzüge, manchmal sogar nur auf einen reduziert.

### Bouldern am Fels
Die Entwicklung beim Bouldern hin zur Trendsportart bringt es mit sich, dass mehr Sportler unterwegs sind und daher die Natur mehr beansprucht wird. Daher gibt es Appelle Erfahrener: Bei der Ausübung des Sports im Freien müssen sich die Sportler an die Gegebenheiten der Natur anpassen und den Respekt vor ihr wahren. Das bedeutet, nur dort zu bouldern, wo dies erlaubt ist, sich rücksichtsvoll gegenüber anderen und der Natur zu verhalten und auch seinen Müll wieder mitzunehmen. Im Freien kann das Absprunggelände nicht immer gut gesichert werden, weil Bäume, große Steine oder Wurzeln vorhanden sind. Bouldermatten sind hier unerlässlich, können aber aufgrund der Topografie nicht immer optimal verlegt werden. Bouldern in der Natur ist schwieriger, anspruchsvoller, aber auch spannender als das Bouldern in Boulderhallen. Jede Felsart ist anders und erfordert eine andere Herangehensweise. Bouldern im Freien ist auch witterungsabhängig: Bei Nässe am Fels ist keine Haftung mit den Füßen mehr gegeben.

### Bouldern an künstlichen Kletteranlagen

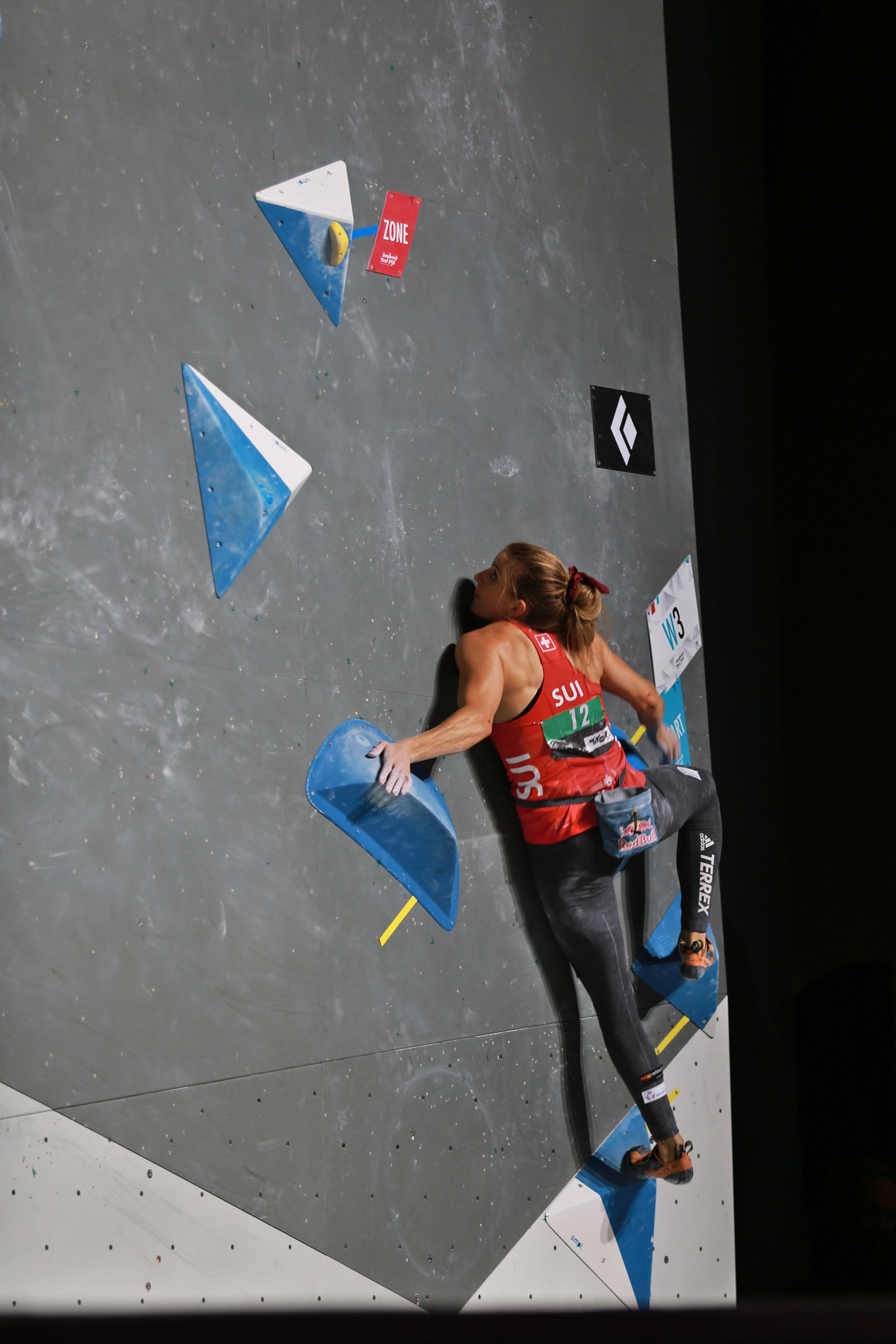
Petra Klingler bei der Kletterweltmeisterschaft 2018 in Innsbruck. Auf dem blauen Volumen oben ist noch ein gelber Griff aufgeschraubt.

Moderne Boulderhallen bieten ästhetische und großzügige Wände in unterschiedlichen Neigungen mit vordefinierten Routen, die sich durch die Art, Größe und Anordnung der Griffe und Tritte unterscheiden. Eine Route besteht aus Griffen und Tritten einer einzigen Farbe. Die Praxis, Schwierigkeitsgrade durch Farben zu markieren, kommt aus Fontainebleau, wo ein Parcours-Boulder in einer Farbe dargestellt wird.
Jeder Boulder wird durch seine Startgriffe und einen Top-Griff definiert, wobei der Top-Griff das zu erreichende Ziel darstellt (englisch top ‚oben‘). Die Startgriffe werden meistens durch einfache Kärtchen oder Streifen aus Klebeband markiert, teilweise sind die Griffe mit Kärtchen mit R (rechts), L (links) und T (top) beschriftet und geben somit die Belegung der Hände an den Startgriffen vor. Die Startmarkierungen können zu einem einzelnen Startgriff zusammengefasst werden, der entsprechend von beiden Händen gehalten werden muss. Teilweise gibt es auch für die Belegung der Füße Kärtchen, so dass alle in einer eindeutigen Ausgangsposition starten.
In der Regel hat ein Problem vier bis acht Griffe, es gibt aber auch Routen, die lediglich aus einem Start- sowie Topgriff oder aus Volumen bestehen. Volumen sind auf die Wand aufgeschraubte, meist farblich abgesetzte zusätzliche Elemente, die benutzt werden dürfen – im Bild sind die Volumen blau. Auf diese können zusätzliche Griffe bzw. Tritte aufgeschraubt sein. Im Bild ist das bei dem oberen Volumen der Fall, auf das ein gelber Griff aufgeschraubt ist.

## Klettertechnik
Wie bei allen Kletterarten steht die Kontrolle des Körperschwerpunktes im Mittelpunkt jeder Klettertechnik. In geneigten und senkrechten Wänden ist dies meist problemlos möglich, in Überhängen und Dächern muss durch Beweglichkeit und Kraft ausgeglichen werden. Prinzipiell wird der Vorwärtshub durch das Antreten auf Tritten und Durchdrücken der Beine erzielt, das Ergreifen und Halten von Griffen durch die Hände bewahrt den Körper vor dem Abkippen nach hinten. Daher sind die Grundelemente Greifen, Treten und Positionieren des Körperschwerpunktes und der Bewegungsablauf des Weitergreifens die Grundtechniken des Kletterns. Je überhängender eine Passage ist, umso eher müssen auch die Arme für die Vorwärtsbewegung genutzt werden.
In den obersten Schwierigkeitsklassen und insbesondere bei Wettkämpfen gehören akrobatische Bewegungsabläufe, ungewöhnliche Körperpositionen und Sprünge mittlerweile zum Repertoire. Kletterinnen und Kletterer, die in der Weltspitze mithalten wollen, brauchen daher ein ausgeprägtes Koordinationsvermögen und ein hohes Maß an Athletik, müssen sehr beweglich und in der Lage sein, eine hohe Körperspannung zu halten.
Typische Klettertechniken (nicht nur beim Bouldern) sind statisches und dynamisches Klettern, frontales Klettern oder seitliches Eindrehen, Spreizen (beide Beine weit auseinander abwechselnd hoch gesetzt), Stützen (Abstützen mit der Hand), Eindrehen (Perfektionieren des Körperschwerpunktes), Stemmen (Kamintechnik), Piazen (Gegendrucktechnik), Rissklettern und Stemmtechnik (Verklemmen im Riss), Überhangtechnik und einige mehr.

## Schwierigkeitsbewertungen
| V-Scale | Fb-Bloc | Fb-Trav |
| ------- | ------- | ------- |
|         | 2       | 2+      |
|         | 2+      | 3       |
| V B -   | 3       | 3+      |
|         | 3+      | 4       |
| V 0-    | 4 b     | 4+      |
|         | 4 c     | 5       |
| V 1     | 5 a     | 5+      |
| V 2     | 5 b     | 6 a     |
| V 3     | 5 c     | 6 a+    |
| V 4     | 6 a     | 6 b     |
|         | 6 b     | 6 b+    |
| V 5     | 6 c     | 6 c     |
|         | 6 c     | 6 c+    |
| V 6     | 7 a     | 7a      |
|         | 7 a     | 7a+     |
| V 7     | 7 a+    | 7 b     |
| V 8     | 7 b     | 7 b+    |
| V 9     | 7 b+    | 7 c     |
|         | 7 c     | 7 c+    |
| V 10    | 7 c+    | 8 a     |
| V 11    | 8 a     | 8 a+    |
| V 12    | 8 a+    | 8 b     |
| V 13    | 8 b     | 8 b+    |
| V 14    | 8 b+    | 8 c     |
| V 15    | 8 c     | 8 c+    |
| V 16    | 8 c+    | 9 a     |
| V 17    | 9 a     |         |
| V-Scale | Fb-Bloc | Fb-Trav |

Die weiteste Verbreitung aller Schwierigkeitsskalen hat beim Bouldern die Fb.-Skala (Fontainebleau-Skala) gefunden, die in Europa, Russland, Asien und Südafrika benutzt wird. Die Fb.-Skala differenziert zudem ein Boulderproblem danach, ob es sich um ein reines Boulderproblem (Fb.-Bloc) oder um ein Traversenproblem (Fb.-Trav) handelt. Die Fb-Skala wird mit arabischen Zahlen, Buchstaben und einem „+“ zum Aufwerten dargestellt.
John Gill führte erstmals ein Bewertungssystem für die Schwierigkeit einzelner Boulderprobleme ein (B-Skala), dieses wird allerdings kaum noch verwendet. Die V-Skala entwickelte John „Vermin“ Sherman Ende der 1980er Jahre in Texas. Sie wird vor allem in den USA verwendet und mit einem vorangestellten „V“ und einer aufsteigenden Zahl beschrieben. Die Fb-Skala bietet feinere Abstufungen durch das Einfügen von „+“ als die V-Skala.
Wie beim Vorstiegsklettern wird es zusätzlich als besondere Leistung angesehen, einen Boulder zu flashen, d. h. ihn im ersten Versuch ohne vorheriges Ausprobieren erfolgreich zu durchklettern.
Die Schwierigkeitsskala wird unabhängig von der Gesteinsart im Freien angewandt. Damit sind Boulderprobleme vergleichbar, egal ob im Kalk-, Sandstein oder Granit, auch wenn die Herausforderungen anders sein können. So zeichnet sich Sandstein durch viele runde Griffe und Tritte aus, während Kalkstein scharfkantig sein kann und damit besser zu greifen ist.
In Boulderhallen oder künstlichen Kletteranlagen im Freien erfolgt die Bewertung einer Route zumeist durch Grifffarben oder an den Griffen angebrachte Kärtchen, anhand derer die Schwierigkeit erkennbar ist. Dabei wird der Schwierigkeitsgrad meist durch eine separate Farb- oder Zahlenskala repräsentiert und die Schwierigkeit nach der Fb-Skala angegeben. Die Wertung ist der des Felsboulderns sehr ähnlich, auch wenn die Schwierigkeiten in der Halle meist andere sind als am natürlichen Fels. Trotzdem ist es üblich, die Wertung aus dem Felsbouldern zu verwenden.
Um weitere Schwierigkeit und Abwechslung zu bieten, werden in vielen Hallen zusätzlich Volumen verwendet, die sehr unterschiedlich gestaltet sein können und meist bunt sind. Beim Klettern zählen Volumen dabei als Wand und dürfen von allen benutzt werden, unabhängig von der gekletterten Route.
Schwierigkeitsgrade am Fels und an künstlichen Anlagen lassen sich nur bedingt vergleichen: Das Finden der Tritte und Griffe muss am Fels selbst vorgenommen werden. Je technischer ein Felsproblem ist, desto größer ist die Distanz zum Hallenbouldern.

## Ausrüstung
Bouldern benötigt relativ wenige Ausrüstungsgegenstände; wesentlich sind Kletterschuhe und eine Bouldermatte:
- Kletterschuhe

Gute Kletterschuhe sind für die Bewältigung eines Boulderproblems entscheidend. Sie besitzen eine gute Haftreibung, selbst auf kleinen Tritten kann damit genügend Druck aufgebaut werden, um sich auf diesen aufrichten zu können. Kletterschuhe haben eine profillose Gummisohle, einen Gummirand und sitzen sehr eng am Fuß.
- Bouldermatten

Bouldermatten (englisch crashpad ‚Sturzpolster‘) sind im Freien an natürlichen Felsblöcken unentbehrlich, insbesondere wenn der Sprungbereich uneben oder mit Hindernissen versehen ist und die Absprunghöhe einen Meter übersteigt. Eine gute Matte kann typische Verletzungen wie Bänderrisse oder Knöchelverletzungen vermeiden. Die Hülle besteht meist aus abriebfesten Materialien. Im Inneren befinden sich stoßdämpfende Schaumstoffe.
Folgende Ausrüstungsgegenstände sind zusätzlich hilfreich, wenn auch nicht zwingend nötig:
Magnesia (und zur Aufbewahrung ein Magnesiasack) wird benutzt, um die durch Schweiß feuchten Hände trocknen zu können und damit zielsicher auch kleine Griffe und seichte Griffmulden greifen zu können. Bürsten sind hilfreich, um kleine Griffe und Tritte von zu viel Magnesia oder von Schmutz reinigen zu können; viele Boulderer verwenden dafür ausrangierte Zahnbürsten. Im Freien sind Fußabstreifer zum Putzen der Kletterschuhe hilfreich, da diese nur ohne Schmutz und Feuchtigkeit gut haften. Zusätzlich kann zur Prävention oder auch als Behandlung kleiner Verletzungen, wie beispielsweise Schnitte in der Haut, ein Tapeverband angelegt werden.

## Risiko und Sicherheit
Bouldern ist relativ ungefährlich, die Anzahl der Unfälle bei gleichzeitig hoher Anzahl von aktiven Sportlern ist niedrig und die meisten Verletzungen sind nicht schwerwiegend. Der DAV berechnet das Unfallrisiko aufgrund der Daten für 2022 als gering, für Bouldern ergab dies 0,4 Unfälle je 1000 Stunden Sportausübung. Elementare Sicherungsmaßnahmen sind das Vermeiden von unkontrolliertem Abspringen und unkontrollierten Bewegungen und das Üben von richtigem Abspringen bzw. Fallen. Hindernisse sollten aus dem Niedersprungbereich entfernt werden oder im Freien mit einer Bouldermatte abgedeckt werden. Beim Landen und Aufprallen besteht die Gefahr von Verletzungen an Armen und Beinen. Beim Bouldern im Freien an Blöcken ist nach den bezwungenen Boulderproblemen eine Strategie für das Abklettern wesentlich.
In Boulderhallen sind dicke, weiche Matten auf dem Boden verlegt, um die Sicherheit der Sportler zu gewährleisten. Bei künstlichen Bouldern im Freien wird meist Fallschutzkies verwendet. Die Sicherheitsanforderungen für künstliche Kletteranlagen zum Bouldern sowohl in der Halle als auch im Freien sind in der europäischen Norm DIN EN 12572-2 festgelegt.

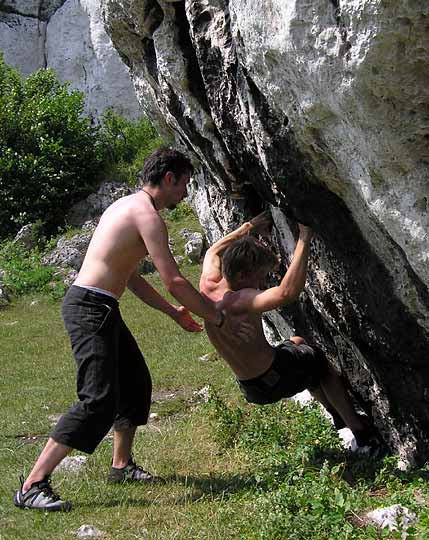
Ein Mann klettert an einem überhängenden Block und ein Spotter sichert.

Da es keine Sicherung gibt, kann die Hilfe eines Spotters (englisch to spot ‚beobachten‘) in Anspruch genommen werden. Diese Hilfsperson steuert bei einer (beispielsweise stark überhängenden) Kletterstelle den Körper eines Stürzenden mit den Händen so, dass er in eine aufrechte Position gerät, die eine Landung auf den Füßen ermöglicht. Ziel ist es dabei nicht, den Kletterer „aufzufangen“, sondern ein unkontrolliertes Aufschlagen von Rücken und Kopf auf den Boden zu verhindern; somit den Kletterer im Falle des Falles in Richtung Bouldermatte zu schieben. Die Spotter sind auch dafür zuständig, die Bouldermatte zu verschieben, wenn der Kletterer sich aus deren Bereich bewegt. Dabei werden nicht nur Verletzungen beim Kletterer verhindert, sondern beispielsweise in Hallen auch unachtsame Zuschauer geschützt, auf die der Kletterer ansonsten fallen könnte. Wenn nötig, wird die Hilfe von mehreren Spottern beansprucht; dies kann zum Beispiel der Fall sein, wenn die Sturzrichtung schwer vorhersehbar ist.
Der Deutsche Alpenverein (DAV) hat im Jahre 2024 erstmals in die Unfallstatistik die Hallen des VKAÖ (Verein Kletteranlagen Österreichs) mitaufgenommen. Daher umfassen die vorgestellten Zahlen erstmals beide Länder Deutschland und Österreich. Im Jahre 2024 wurden demnach 195 Unfälle beim Bouldern in der Halle gemeldet, erfasst wurden nur Unfälle mit Rettungsdiensteinsatz. Wie bereits in den Vorjahren entfällt der Hauptteil der Verletzungen auf Beine und Arme, nur sehr wenige entfallen auf Rumpf oder Kopf. Die meisten Unfälle (84 %) entstehen auf Grund eines Sturzes auf die Matte.
Im Jahr 2023 gab die Unfallstatistik des Deutschen Alpenvereins 155 Unfälle beim Bouldern in Hallen an. Es handelt sich überwiegend um Mattenstürze, diese machen 85 % der Unfälle aus. Die meisten sind vorgefallen, während der Bouldernde versucht hat, den Top-Griff zu erreichen oder diesen festzuhalten. Die Verletzungen betrafen zu 87 % die Beine und zu 49 % die Arme. Andere Verletzungen waren eher selten. Die meisten Verletzungen werden durch Umknicken (Sprunggelenk) oder Abstützen (Hand oder Ellenbogen) beim Aufprall auf dem Boden hervorgerufen. Für das Jahr 2022 weist die Unfallstatistik des DAV 160 Verletzungen beim Bouldern auf, davon sind 85 % Stürze auf die Matten. Anprall- (4 %), Sportverletzungen (9 %) und sonstige (2 %) sind deutlich seltener. Es gab keine Verletzung, die durch Kollision mit einer anderen Person hervorgerufen wurde. Wie bereits 2020 sind die Verletzungen auch 2022 vor allem an Armen und Beinen (84 % aller Verletzungen). Zu beachten ist, dass 2020 noch ein Coronajahr war und die Hallen durch Schließungen betroffen waren – dadurch war auch die Anzahl der ausgeübten Sportstunden geringer.
Statistiken über Unfälle im Freien konnten nicht gefunden werden. Eine andere Gefahr geht von Überlastung aus, meist durch eine Ansammlung von sehr kleinen Verletzungen über einen längeren Zeitraum. Besonders betroffen sind z. B. die Ringbänder der Finger, die Ellenbogen oder der untere Rücken, also Körperteile, die besonders beim Training an Trainingsboards belastet werden.

## Gesundheit, Training und Kletterleistung

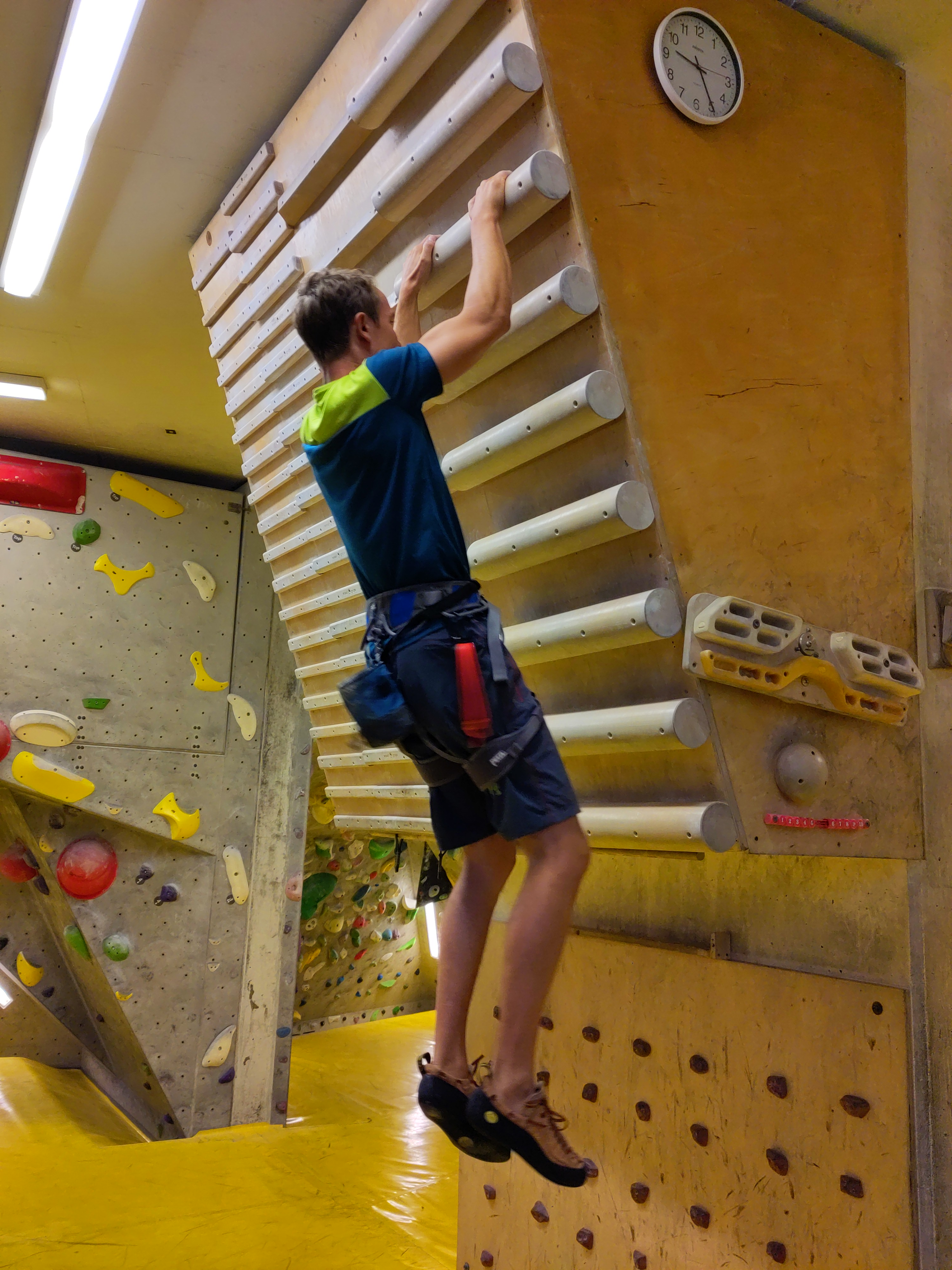
Trainingsboard in einer Boulderhalle, an der Handkraft geübt werden kann

Da Bouldern weder einer großen Vorbereitung noch einer großen Ausrüstung bedarf, kann dieser Sport auch von weniger Sportlichen und in jedem Alter ohne große Vorbereitung ausgeübt werden. Da bei dieser Spielart des Kletterns jeder selbstständig und unabhängig von anderen trainieren kann, kann jeder sein Tempo selbst bestimmen, je nach Lust und individuellem Leistungsniveau. Bouldern ist ein Ganzkörpertraining, es aktiviert nahezu alle Muskelgruppen, fördert eine gerade Haltung und stabilisiert Rumpf und Rücken.
Die Kletterleistung selbst ist das Ergebnis sich gegenseitig beeinflussender Faktoren:
- Koordinative Leistungsvoraussetzungen und die Umsetzung des Bewegungskönnens (so z. B. Gleichgewichtsfähigkeit, Beweglichkeit)
- Konditionelle Fähigkeiten (Kraft, Schnelligkeit, Ausdauer)
- Persönlichkeitseigenschaften (wie z. B. Ängstlichkeit, Willenskraft, Überwindung von Höhenangst)
- Persönliche Vorgaben (Alter, Konstitution, Gesundheit)
- Äußere Rahmenbedingungen (Hitze, Luftfeuchtigkeit, Felsbeschaffenheit, Gesteinsart)

Je nach Route sind unterschiedliche Fähigkeiten gefragt, wie Balance, Koordination, Kraft, Motorik, Gleichgewicht, Beweglichkeit und Körpergefühl. Bouldern ist allerdings kein Ausdauertraining. Bouldern erfordert auch Kreativität und die Suche nach dem Lösen eines Boulderproblems – man muss mit dem Kopf stets dabei sein.
Die Bedeutung der Kraft beim Bouldern wird oft überschätzt. Die aufzuwendende Kraft muss in einem günstigen Verhältnis zum Körpergewicht stehen, da der Körper nach oben bewegt wird. Beim Klettern ist es wichtig, die relative Kraft im Verhältnis zum Körpergewicht zu verbessern, daher ist absolutes Muskelwachstum nicht geeignet. Ein Mangel an Kraft kann durch gut ausgebildete koordinative Fähigkeiten, Gleichgewichtsfähigkeit und Bewegungskönnen ausgeglichen werden. Ein wesentlicher Faktor ist die Beweglichkeit, eine gute aktive Beweglichkeit ist für ein gutes und ökonomisches Klettern wichtiger als ein muskelbetontes Kraftpotenzial. Eine gute aktive Beweglichkeit ist der Bewegungsumfang, der mit eigener Muskelarbeit erreicht werden kann. Klettern erfordert auch ein gutes Körpergefühl. Eine Hauptaufgabe des Kletterns ist es, eine gute Körperspannung aufzubauen und damit den Körper in der Lage zu halten und ihren oder seinen Körper immer in das Gleichgewicht zu bringen.
Da weniger Körpergewicht eine bessere Leistung ermöglicht, ist gerade in den höchsten Schwierigkeitsklassen die Versuchung groß, durch Hungern besser werden zu wollen. Im Rahmen eines relativen Energiedefizits im Sport kann es dabei, bei anfänglicher erhaltener Leistung, zu bleibenden körperlichen Schäden kommen. Im Spitzensport sind daher Essstörungen ein wesentliches Thema und es gibt Empfehlungen der medizinischen Kommission der Internationalen Sportklettervereinigung IFSC, bei Weltcupveranstaltungen den Body-Mass-Index (BMI) der Athletinnen und Athleten zu kontrollieren, um eine wesentliche Unterschreitung zu verhindern. Im Februar 2024 hat der IFSC umfangreiche Richtlinien gegen RED-S erlassen, die vorsehen, dass Athletinnen und Athleten bei wesentlicher Unterschreitung von Gewicht für Wettkämpfe gesperrt werden.
Da die Kletterleistung von sehr vielen verschiedenen Faktoren abhängt, ist der Unterschied der bewältigten Schwierigkeitsgrade zwischen Frauen und Männern marginal und ist auch in den letzten Jahrzehnten ständig geringer geworden. Die vorhandenen Unterschiede der Geschlechter heben sich zum Teil gegenseitig auf und sind nur noch in den obersten Schwierigkeitsgraden von geringer Bedeutung. Faktoren, die bei den Geschlechtsunterschieden eine Rolle spielen, sind:
- Frauen sind im Durchschnitt kleiner und leichter als Männer und haben einen leichteren Knochenbau. Dies bildet einen geringen Vorteil, da beim Klettern die Last durch das eigene Gewicht gegeben ist. Die relative Kraft, d. h. die Maximalkraft im Verhältnis zum Körpergewicht, ist entscheidend.
- Männer haben eine höhere Maximalkraft, dadurch ist der Kraftzuwachs bei gleichem Training bei Männern prozentual größer. Dies bildet einen geringen Vorteil, aber auch hier ist das eigene Gewicht maßgebend.
- Frauen haben untrainiert eine höhere Beweglichkeit, Muskulatur und Bänder sind elastischer und dehnbarer, die Rumpfmuskulatur ist häufig leistungsfähiger.
- Männer haben längere Extremitäten und damit eine größere Reichweite. Frauen haben bessere Hebel.
- Frauen zeigen untrainiert eine bessere Ausdauerbelastung (die allerdings beim Bouldern nicht sehr wesentlich ist), Männer haben kürzere Regenerationsphasen.
- Männer zeigen häufig eine höhere Leistungsmotivation, ein höheres Anspruchsniveau und eine höhere Risikobereitschaft. Frauen passen sich an lang andauernde Belastungen besser an und sind mehr problemorientiert. Auch beim Bouldern lässt sich beobachten, dass Frauen in einer Position eher verharren, um sich die nächsten Züge überlegen zu können, während Männer in der gleichen Situation eher zahlreiche Möglichkeiten durchprobieren.
- Frauen zeigen ein höheres Sicherheitsbewusstsein und haben tendenziell mehr Angst. Daher ist der Anteil der Frauen in risikoarmen Spielarten des Kletterns wie Bouldern deutlich größer als in risikoreicheren wie Alpinklettern.

Ein gutes Training ist auch Verletzungsprävention. Es fördert den Kraftaufbau und die Balancefähigkeit, die z. B. auch mit einer Slackline trainiert werden können. Auch sind Körperspannung und Beweglichkeit Ziel des Trainings. Dies ist notwendig, um sich auch auf entfernten oder hohen Tritten aufrichten zu können. Gutes Training beinhaltet sowohl das Probieren von härteren Boulderproblemen als auch leichte Sessions, um einen flüssigen Kletterstil, Körperspannung und eine Technikkonsolidierung zu erreichen.

## Wettkämpfe

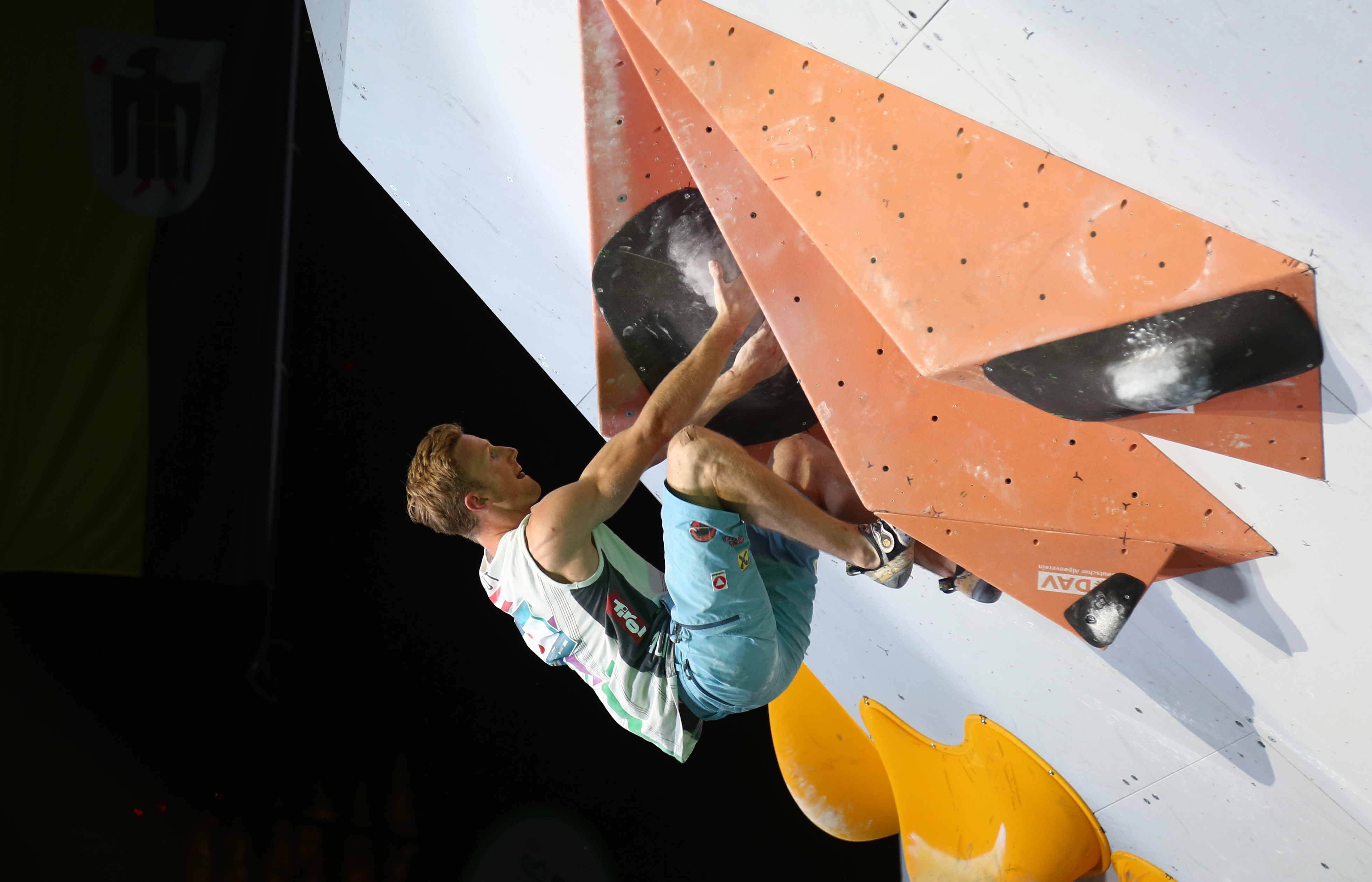
Jakob Schubert beim Boulderweltcup in München 2018

Der Boulderweltcup findet seit 1998 statt. Bei den Kletterweltmeisterschaften 2001 in Winterthur war die Disziplin erstmals bei einer Weltmeisterschaft präsent. Im Wettkampfprogramm der Olympischen Sommerspiele war Bouldern zum ersten Mal bei den Spielen in Tokio 2020 vertreten, als Unterkategorie des Sportkletterns. Am 4. August 2016 beschloss das IOC, dass Sportklettern als olympische Kombination bei den Sommerspielen 2020 Teil des Programms sein wird. Die Wettkämpfe werden in den drei Disziplinen Bouldern, Lead (Vorstiegsklettern) und Speed (Geschwindigkeitsklettern) ausgetragen. Nach der erfolgreichen Premiere bei Olympia wird Klettern auch bei den olympischen Sommerspielen 2024 in Paris dabei sein, allerdings mit Änderungen: Bouldern und Lead wird als Kombinationswettbewerb ausgetragen, Speed als Einzeldisziplin. Es werden auch mehr Sportler zugelassen: In Tokio waren es insgesamt 40, in Paris werden 68 Kletterinnen und Kletterer antreten.
Internationale Kletterwettkämpfe werden seit Januar 1997 vom IFSC (International Federation of Sport Climbing) ausgerichtet. Vorher wurden die meisten Wettkämpfe von der UIAA (Union Internationale des Associations d’Alpinisme) organisiert.

### Nominierung
Die Nominierung bei internationalen Wettkämpfen erfolgt durch die Bundestrainer. Die Athletinnen und Athleten müssen sich bei Qualifikationswettkämpfen einen Platz für den Weltcup sichern. Für Sportkletterwettkämpfe auf nationaler Ebene verabschiedeten die nationalen Klettersportverbände eigene Regelwerke, die sich jedoch inhaltlich eng an die IFSC-Regeln anlehnen oder sich auf diese beziehen (vergleiche z. B. die Regelwerke Deutschlands und Österreichs).
Die österreichischen Wettkämpfe werden vom Kletterverband Österreich (KVÖ) organisiert, der im Jahre 2005 mit dem Ziel nationale Kletterwettkämpfe auszurichten, gegründet wurde. Der KVÖ zählt zu den olympischen Sommersportverbänden und ist Mitglied des IFSC.
Die nationalen Ranglisten-Wettkämpfe in Deutschland werden vom Deutschen Alpenverein (DAV) ausgerichtet. Bei der Deutschen Meisterschaft ist der Bundeskader automatisch startberechtigt und die Sieger des Vorjahres ebenso. Dazu kommen jeweils acht Starterinnen und Starter aus den drei Regionen Nord-Ost, Süd und West. Diese müssen sich bei den jeweiligen Landesmeisterschaften qualifizieren. Frauen und Männer starten nicht gemeinsam, sondern in zwei verschiedenen Wettkämpfen.

### Ablauf eines Wettkampfes
Vor dem Wettkampf sind alle Athletinnen und Athleten in einer Isolationszone, um andere nicht beim Klettern beobachten zu können. Andere zu beobachten, erlaubt, die Taktik besser beurteilen zu können, die Routen und mögliche Lösungswege zu kennen. Durch die Isolationszone haben alle die gleichen Startbedingungen. Es muss auch „onsight“ geklettert werden, das heißt, dass die Kletterinnen und Kletterer die Routen vorher auch nicht ausprobieren können. Im Finale dürfen die Routen allerdings gemeinsam zwei Minuten besichtigt werden. Im Wettkampf selbst ist die Anzahl der Versuche nicht begrenzt, Tops werden aber nach Ablauf der vorgegebenen Zeit nicht mehr gewertet.
Jeder Wettkämpfer hat für einen Boulder eine bestimmte Zeit (meist fünf Minuten), dann muss er wieder in die Isolationszone, hat dort fünf Minuten Pause bis zum nächsten Boulder. In jeder Runde ist eine bestimmte Anzahl von Bouldern in möglichst wenigen Versuchen vollständig zu durchklettern oder für eine Teilwertung zumindest einen Zonengriff zu erreichen. Dabei sollte kein Boulder eine Absprunghöhe von mehr als drei Metern haben. In dem vom IFSC vorgegebenen Wettkampfsystem besteht die Qualifikation aus fünf Bouldern, das Halbfinale sowie das Finale aus jeweils vier Bouldern.
Bei jedem Boulder sind die Startgriffe und -tritte klar markiert, außerdem der Zonengriff (ein markierter Griff etwa in der Mitte, der als Zwischenwertung dient) und ein Schlussgriff (Topgriff) oder eine stehend zu erreichende Schlussposition auf dem Boulder. Gewertet wird die Anzahl der Versuche, die die Athletin oder der Athlet benötigt, um innerhalb einer vorgegebenen Zeit den Boulder vollständig zu durchsteigen bzw. um den Zonengriff für die Teilwertung zu erreichen. Ein Versuch gilt als begonnen, wenn der Wettkämpfer mit dem gesamten Körper den Boden verlassen hat. Unzulässige Wandkontakte des Wettkämpfers werden als Versuch gewertet, insbesondere wenn er vor dem vollständigen Verlassen des Bodens andere als die markierten Startgriffe und -tritte berührt. Für eine Wertung ist der Schlussgriff mit beiden Händen kontrolliert, das heißt in stabiler Körperposition, mindestens drei Sekunden zu halten bzw. auf den Top des Boulders stehend erreicht. Für die Wertung des Zonengriffs reicht das kontrollierte Halten mit einer Hand. Für die Wertung einer Runde ist die Anzahl der erfolgreich durchstiegenen Bouldern dieser Runde und bei Gleichstand die Anzahl der gehaltenen Zonengriffe maßgebend. Besteht dann noch Gleichstand, so wird zur weiteren Differenzierung die Gesamtsumme der Versuche für die vollständig durchstiegenen Boulder bzw. für die erreichten Zonengriffe herangezogen. Optimal ist es, einen Boulder zu flashen, also sowohl den Zonengriff als auch den Topgriff im ersten Versuch zu erreichen und zu halten.
Ein Wettkampf wird üblicherweise in drei Runden ausgetragen: Qualifikation, Semifinale und Finale.

### Qualifikation
Die Startreihenfolge in der Qualifikation ergibt sich aus dem Ranking. Diejenigen, die in der Vorsaison die vorderen Plätze belegt hatten, sind die Ersten. Das hat den Vorteil, dass die besten Sportler nicht sehr lange in der Isolationszone verbringen müssen und die Griffe noch nicht so rutschig sind. Sowohl in der Qualifikation als auch im Semifinale wird parallel geklettert: Während die letzten Starter noch am ersten Boulder sind, werden bereits die nächsten Boulder gestartet.

### Semifinale
Für das Semifinale qualifizieren sich die jeweils besten 20 Kletterinnen und Kletterer aus der Qualifikation. Im Semifinale und im Finale ist die Reihenfolge anders: Die Siegerin oder der Sieger aus der Qualifikation ist der letzte Starter. Auch hier gilt: Je mehr Boulder in möglichst wenigen Versuchen gemacht werden, umso besser ist das Ergebnis. Die Königsdisziplin ist es, alle Boulder im ersten Versuch bis zum Schlussgriff zu durchsteigen, was allerdings sehr selten gelingt.

### Finale
In der Finalrunde gehen je sechs Kletterinnen und Kletterer an den Start, die Besten aus dem Semifinale. Auch hier gilt die umgekehrte Startreihenfolge: Die oder der Bestplatzierte aus dem Semifinale geht als letzter an den Start. Maximal vier Minuten hat sie oder er für einen Boulder, dann muss sie oder er wieder in die Isolationszone. Im Finale wird nicht mehr parallel geklettert, erst wenn alle an der Reihe waren, geht es weiter zum nächsten Boulder.
Siehe auch: Olympische Sommerspiele 2020 (finden alle 4 Jahre statt), Kletterweltmeisterschaft (findet alle 2 Jahre statt), Kletterweltcup und Boulderweltcup (mehrmals jährlich), Klettereuropameisterschaft, Kletterasienmeisterschaft.

## Bekannte Bouldergebiete und berühmte Boulderprobleme

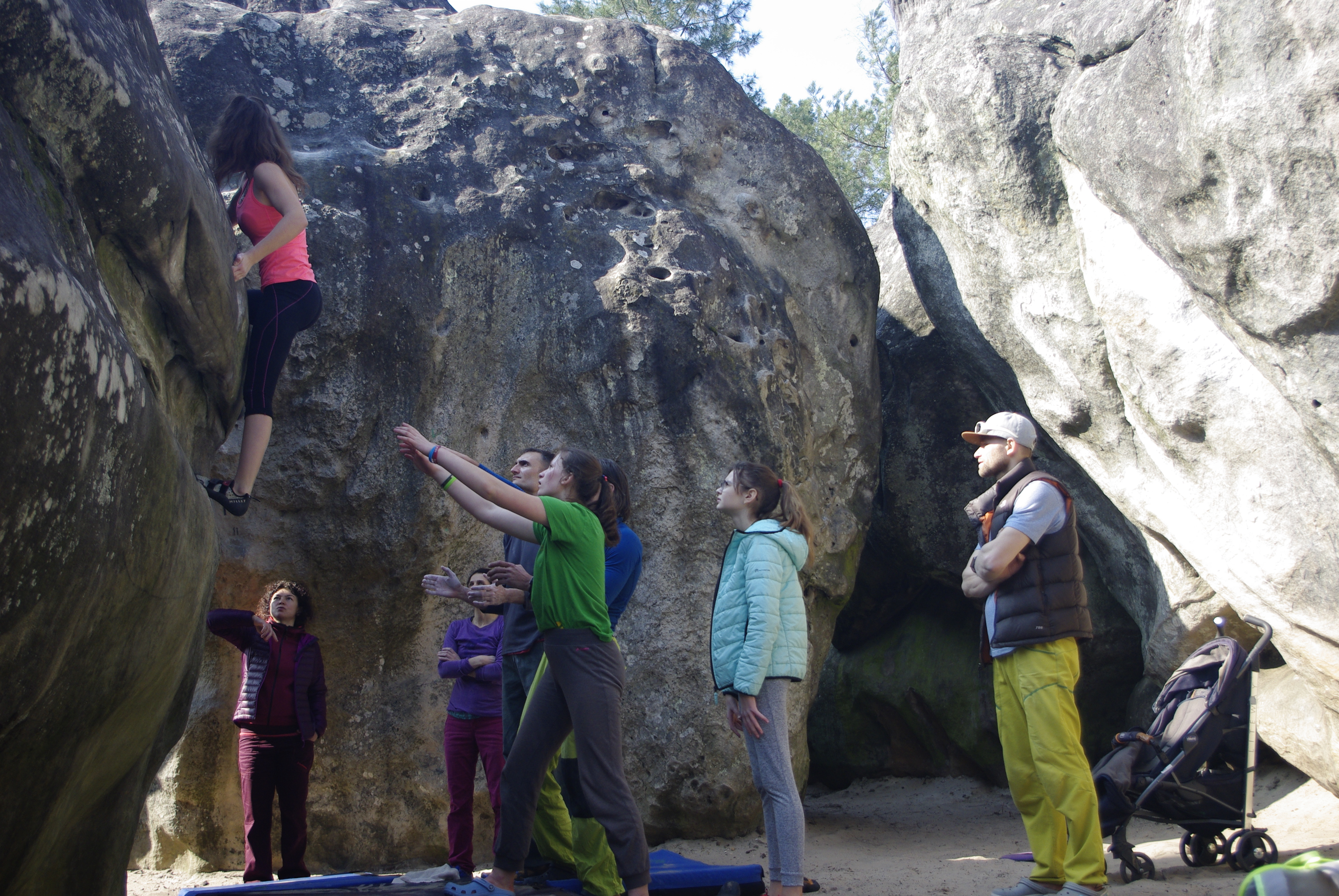
Bouldern in Fontainebleau, Sektor Elephant

Ältestes, größtes und bis heute wichtigstes Bouldergebiet ist der Wald von Fontainebleau, Île-de-France, Frankreich, 60 km südlich von Paris: Hier wird seit mehr als 150 Jahren gebouldert und es wurden wichtige Meilensteine gesetzt. Das Gebiet ist sehr weitläufig und bietet eine hohe Anzahl von Bouldern und Boulderparcours in allen Schwierigkeitsklassen. Das fast 300 Quadratkilometer große Gebiet ist übersät mit Tausenden von Blöcken in einem lichten Wald, an dem fast 20.000 individuelle Boulderprobleme zu finden sind. Der Fels von Fontainebleau zeichnet sich durch besondere Härte, Feinkörnigkeit und durch Strukturen aus, wie sie sonst kaum zu finden sind. Deshalb wird Fontainebleau gelegentlich als das Mekka des Boulderns bezeichnet.
Besonders erwähnenswerte Bouldergebiete in Deutschland sind der Riesenstein im Odenwald, Avalonia im Zillertal in Herdecke (Ruhrgebiet) oder das Okertal im Harz.
Andere bekannte und beliebte Bouldergebiete sind:
- Albarracín in der Provinz Teruel, Spanien[58]
- Bishop in Kalifornien, USA[12]
- Castle Hill in der Region Canterbury, auf der Südinsel Neuseelands
- Chironico im Kanton Tessin, Schweiz[59]
- Grampians, Victoria, Australien[60]
- Hampi in Karnataka, Indien
- Petrohrad in Tschechien[61]
- Rocklands in Südafrika[12]
- Val Daone bei Arco[62]
- Virgin Gorda, Jungferninseln[12]
- Zillertal in Tirol, Österreich[63]

Berühmte Boulderprobleme sind unter anderem:
- Der erste Boulder im Grad Fb. 6a in Fontainebleau, Frankreich, war La Marie-Rose im Sektor Cuvier. Erstbegangen wurde der Boulder 1946 von René Ferlet.
- Midnight Lightning (V8), Yosemite-Nationalpark (USA), es wurde 1978 erstmals durch den amerikanischen Kletterer und Boulderer Ron Kauk bezwungen.
- C’était demain[64] (Fb. 8a) erste Route im 8. Grad in Fontainebleau, 1984 von Jacky Godoffe erstbegangen
- Rainbow Rocket (Fb. 8a)[65] Fontainebleau, Frankreich, ist einer der bekanntesten Dynos
- Trice (8a+), Flagstaff Mountain, Colorado, USA. Trice war der erste Boulder in diesem Grad (1975, Jim Holloway), die zweite Begehung erfolgte erst 32 Jahre nach der Erstbegehung.
- Tonino ’78: Bei der Erstbegehung 2004 der erste Boulder für den der Grad Fb. 8c+ vorgeschlagen wurde. Meschia, Italien, drei Begehungen: (1. Mauro Calibani, 2. Julien Nadiras, 3. Antoine Vandeputte). Der Schwierigkeitsgrad wurde durch die Wiederholer nicht bestätigt.
- Dreamtime (Fb. 8b+ bzw. 8c), Cresciano, Schweiz
- Gioia (8c), Varazze, Italien. Erstbegehung durch Christian Core 2008. Die erste Wiederholung erfolgte durch Adam Ondra, der eine Aufwertung auf 8c+ vorschlug. Im Jahr 2015 gab es aufgrund eines Trittausbruchs und des Anklebens des ausgebrochenen Tritts als neuer Methode eine Kontroverse zwischen dem Erstbegeher und einigen US-amerikanischen Boulderern.[66]
- Unendliche Geschichte (Fb. 8b+), Magic Wood, Averstal, Schweiz.
- Burden of Dreams (Fb. 9a), Lappnor, Finnland, ist das erste Boulderproblem der Welt, für das der Schwierigkeitsgrad Fb. 9a vorgeschlagen wurde. Es wurde 2016 von Nalle Hukkataival nach ungezählten Versuchen, die sich über Jahre hinzogen, erstbegangen.[67] Will Bosi konnte Burden of Dreams sechseinhalb Jahre nach der Erstbegehung im April 2023 wiederholen und bestätigte die Schwierigkeit.[68] Dieser bislang schwerste Boulder in rotem Granit ist gekennzeichnet durch fünf Handgriffe bei vier Metern Kletterlänge in einer 45 Grad überhängenden Wand.[69][70]
- No Kpote only (Fb. 9a), am Rocher Brulé in Fontainebleau, begangen von Charles Albert.[9]